# Diego Fabbrini
Diego Fabbrini (ur. 31 lipca 1990 w San Giuliano Terme) – włoski piłkarz występujący na pozycji napastnika w rumuńskim klubie FC Botoșani. Były reprezentant Włoch.

## Kariera
Jest wychowankiem Empoli FC. Debiutował w nim 21 sierpnia 2009 w meczu z Piacenzą. W wieku 19 lat zagrał w barwach tego zespołu 30 razy, strzelając 1 bramkę. Jest reprezentantem Włoch do lat 21. Debiutował w meczu z Bośnią i Hercegowiną. 15 sierpnia 2012 zadebiutował w dorosłej reprezentacji w towarzyskim meczu z Anglią (1:2).